# Peter Sobotta
Peter Sobotta, född 11 januari 1987 i Zabrze, är en polsk-tysk MMA-utövare som 2009–2010 och sedan 2014 tävlar i organisationen Ultimate Fighting Championship.